# Waterford (Nuevo Brunswick)
Waterford es una parroquia canadiense situada en la provincia de Nuevo Brunswick.

## Superficie
Waterford tiene una superficie de 221,27 km².

## Demografía
En 2021, tenía 491 habitantes, una densidad poblacional de 2,2 hab./km², y 255 viviendas.